# Wellensumpf
Ein Wellensumpf oder Hohlleiterabsorber ist in der Mikrowellentechnik ein Abschlussstück für einen Hohlleiter. Es dient dazu, diesen reflexionsfrei oder -arm abzuschließen.

## Funktionsweise

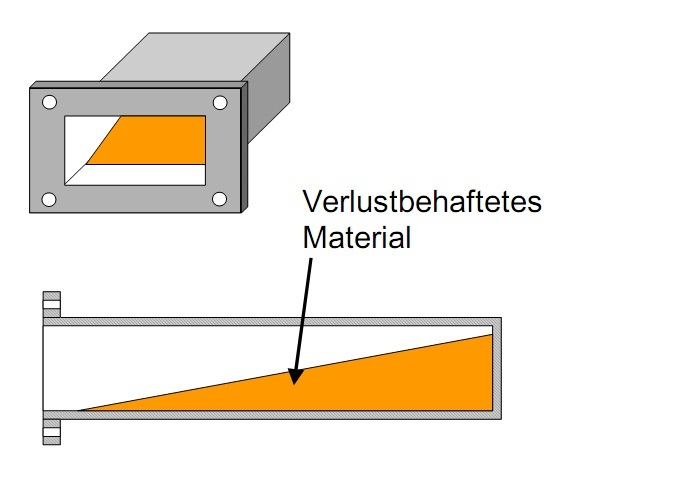
Wellensumpf

Bei nicht oder falsch abgeschlossenen Hohlleitern ändert sich der Reflexionsfaktor sprungartig, weshalb ein beträchtlicher Teil der zugeführten Energie reflektiert wird. Dieser Impedanzsprung schwächt das übertragene Signal und kann die Signalqualität mindern oder zu anderen Störungen führen.
Deshalb erfolgt die Änderung des Wellenwiderstandes bei einem Wellensumpf stetig über eine Länge von mehreren Wellenlängen durch einen immer dicker werdenden Keil aus absorbierendem Material. Das schwächt die ankommende hochfrequente Welle in "infinitesimalen" Schritten und reflektiert nur einen geringen Anteil. Als Material können verlustbehaftete Ferrite dienen, welche die Wellenamplitude dämpfen.
Der Name Wellensumpf entstand, weil die zugeführten Wellen scheinbar verschwinden: die absorbierte Wellenenergie wird in Wärme umgewandelt.
An den Wellensumpf gibt es zwei Anforderungen:
- kleiner Reflexionsfaktor; das Verhältnis der Amplituden der auslaufenden zur einlaufenden Welle sollte möglichst klein sein
- ausreichende Belastbarkeit; das Bauteil muss die erzeugte Wärme an die Umgebung abgeben können.